# NSB Cmdeo type 1
Unter der Typenbezeichnung Cmdeo type 1 wurden von den Norwegischen Staatsbahnen (NSB) Dieseltriebwagen aus Deutschland geführt. Diese sechs Triebwagen wurden während des Zweiten Weltkrieges verwendet, um U-Boote zu entmagnetisieren. Drei Wagen wurden auf einem Abstellgleis östlich von Trondheim und drei in Askøy außerhalb von Bergen aufgestellt.

## Geschichte
Während des Zweiten Weltkrieges war die Eisenbahn in Norwegen für die deutschen Besatzungstruppen sehr wichtig. Deshalb wurden während dieser Zeit Fahrzeuge der Reichsbahn für verschiedene Zwecke nach Norwegen gebracht, wo sie nach Kriegsende im Mai 1945 blieben. Sie wurden als Kriegsbeute oder Kriegsersatz behandelt und von der Direktion für zivile Notfallplanung verwaltet und teilweise erst nach einiger Zeit formal an Norges Statsbaner übertragen, obwohl sie bereits die ganze Zeit von NSB benutzt wurden.
Diese sechs Dieseltriebwagen wurden bei den NSB unter der Baureihe Cmdeo type 1 eingestellt. Dies waren die dieselelektrische Triebwagen 137 170, 187, 200–202 und 208, 1935/36 bei Duewag und Westwaggon mit der Achsfolge 2' Bo' erbaut. Alle Fahrzeuge waren aus Leichtmetall. Sie waren problematisch in der Unterhaltung, wurden jedoch soweit gepflegt, dass sie einsatzfähig blieben. Die Triebwagen wurden im lokalen Verkehr rund um Trondheim eingesetzt. Die letzte Generalüberholung erfolgte 1950/51.
Die Einreihung erfolgte 1945 unter der Bauart Cmdeo type 1 mit den Nummern 18295 bis 18300. Dabei steht nach dem norwegischen Nummernplan C für 3. Klasse, m für Motor, de für dieselelektrisch und o für Drehgestell.
Technische Daten der Triebwagen siehe:

## Cmdeo type 10a
Am 31. Mai 1946 wurde der Nummernplan geändert und der ehemalige 137 187 mit der Nummer 18296 wurde der Bauart Cmdeo type 10a zugeordnet.

## Cmdeo type 10b
Die weiteren fünf Triebwagen 137 170, 200–202 und 208 reihten die NSB ebenfalls am 31. Mai 1946 unter der Bauartbezeichnung Cmdeo type 10b in ihr Nummernsystem ein, sie behielten die Nummern 18295 sowie 18297 bis 18300. Am 6. Juli 1953 wurden die Wagen 18299 und 18300 (ehemals 137 202 und 208) ausgemustert, am 14. Juni 1955 folgte 18298 (ehemals 137 201).

## Bmdeo type 10a
Alle Eisenbahnverwaltungen, die 1956 Mitglied des Internationalen Eisenbahnverbandes (UIC) mit Sitz in Paris, waren, änderten in diesem Jahr ihre Klassenbezeichnungen. Die 3. Klasse wurde zur 2. Klasse aufgewertet. Im neuen Bezeichnungssystem wurde bei allen beteiligten Bahnen die 1. Klasse mit dem Buchstaben A und die 2. Klasse mit dem Buchstaben B bezeichnet.
Am 1. Juli 1956 wurden alle vorhandenen Fahrzeugbaureihen mit Verbrennungsmotor so einsortiert, dass zur ehemaligen, meist einstelligen, Typennummer die Zahl 80 hinzuaddiert wurde und so die ehemalige Typennummer erkennbar blieb. Einige Triebwagen, die ausgesondert werden sollten, erhielten keine neue Typennummer, so dass es Lücken im neuen System gab. Diese Regelung traf für den vorhandenen Triebwagen der Bauart Cmdeo Type 10a, den ehemaligen 137 187 mit der NSB-Nummer 18296 zu, der nun die Bauartbezeichnung Bmdeo type 10a bekam. Auf die Vergabe einer Typennummer, bei der die Zahl 80 hinzuaddiert wurde, wurde verzichtet. Somit war zwar die Type 90 für die Fahrzeuge vorgesehen, eine Eingruppierung erfolgte jedoch nicht. Das Fahrzeug war bis 1958 im Einsatz, wurde dann ausgemustert und später als Bahndienstwagen verwendet.

## Bmdeo type 10b
Ebenso bekamen die beiden noch vorhandenen Triebwagen Cmdeo type 10b 18295 und 18297 (ehemals 137 170 und 200) nun die Bauartbezeichnung Bmdeo type 10b. Am 1. Juli 1958 wurde Bmdeo type 10b 18295 ausgemustert und verschrottet. Im gleichen Jahr wurde der letzte Triebwagen der Serie, Bmdeo type 10b 18297 ausgemustert. Für ihn war seine Laufbahn jedoch noch nicht zu Ende.

## NSB XCo 18296 und XCo 18297
Diese beiden Triebwagen wurden als Bahndienstfahrzeuge eingereiht und verblieben im Distrikt Stavanger. Sie waren bis weit in die 1970er Jahre im Einsatz. 137 187 war als XCo 18296 noch 1980 in Egersund zu finden und wurde 1984 verschrottet, 137 200 blieb als XCo 18297 als Fahrzeug für die Lackierabteilung in Egersund im Bestand und wurde erst am 2. April 2008 zerlegt.